# Achte Impressionisten-Ausstellung 1886

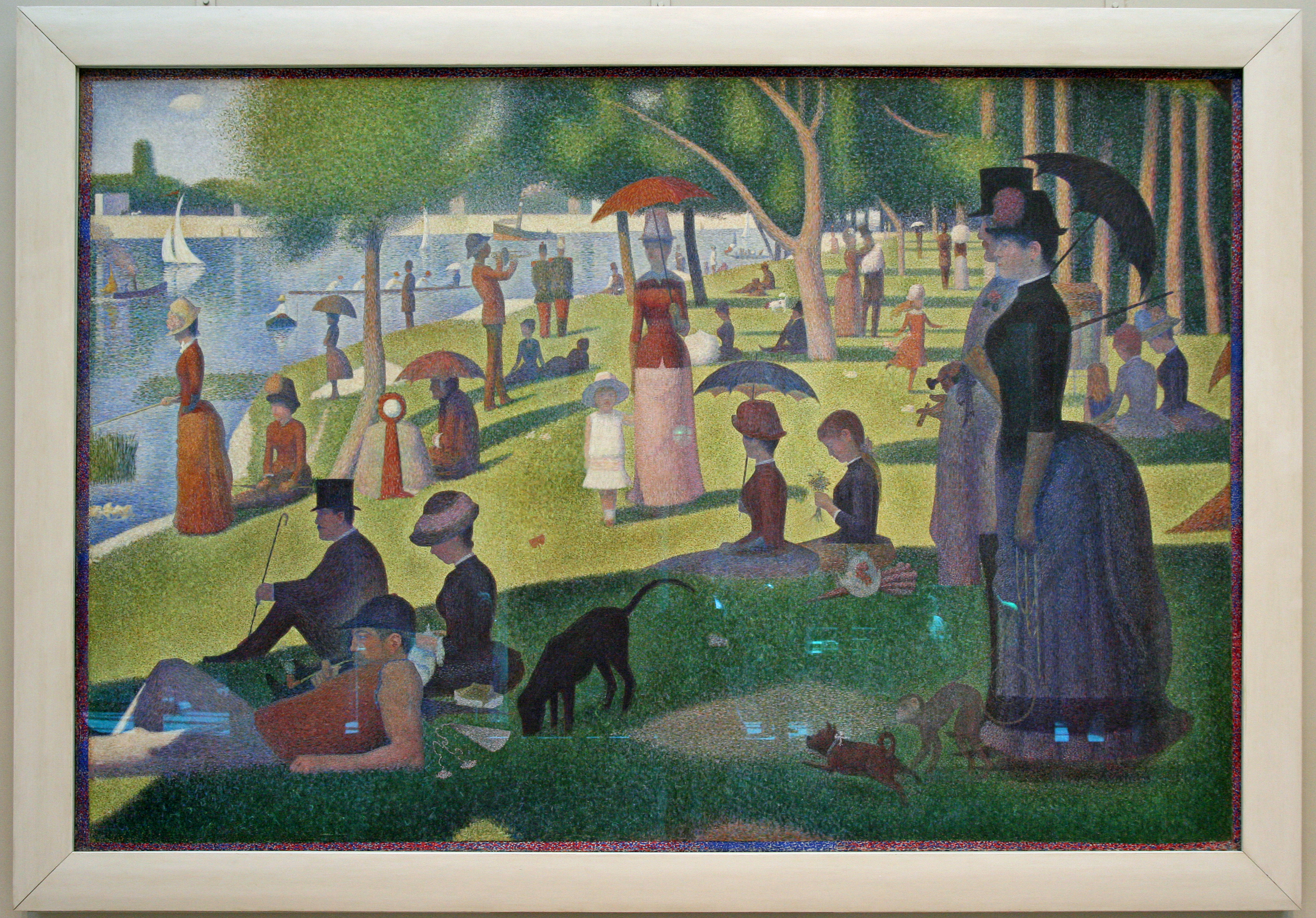
Georges Seurat: Un dimanche après-midi à l'Île de la Grande Jatte, 1884 (Öl auf Leinwand; 207,5 × 308,1 cm). Art Institute of Chicago

Die achte und letzte Impressionisten-Ausstellung fand vom 15. Mai bis zum 15. Juni 1886 in fünf Räumen im ersten Stock des Restaurants Maison Dorée in der Rue Laffitte 1 in Paris statt. Berthe Morisot und ihr Mann Eugène Manet finanzieren den Großteil der Ausstellung. Auf der Ausstellung stellten 18 Teilnehmer 301 Werke (246 Katalognummern) aus. Einige Teilnehmer zeigten neoimpressionistische Gemälde, wie Georges Seurat. Odilon Redon stellte 15 symbolistische Zeichnungen aus. Edgar Degas zeigte 15 Pastelle, darunter eine Serie nackter Frauen bei der Toilette. Charles Tillot, der an 6 der 8 Ausstellungen teilnahm, zeigte mehrere Blumenstillleben. Die achte Impressionisten-Ausstellung markiert das Ende der Gruppenausstellungen und spiegelt die tiefgreifenden Umbrüche innerhalb der Künstlergemeinschaft wider.

## Hintergrund
Zwischen der siebten (1882) und der achten Ausstellung lagen vier Jahre, die von Zerwürfnissen und Neuausrichtungen geprägt waren. 1883 starb Édouard Manet, was Paul Cézanne als „Katastrophe“ bezeichnete. Eine posthume Manet-Ausstellung im Jahr 1884 offenbarte vielen Künstlern erstmals die gesamte Bedeutung seines Werkes. Während sich Claude Monet, Camille Pissarro und Alfred Sisley in ländlichere Regionen zurückzogen – Monet nach Giverny, Pissarro nach Éragny und Sisley nach Saint-Mammès –, blieben Degas, Berthe Morisot und Mary Cassatt in Paris. Pierre-Auguste Renoir reiste weiterhin zwischen verschiedenen Orten. Paul Cézanne hielt sich zunehmend im Süden Frankreichs auf.
Gleichzeitig bot der Kunsthändler Paul Durand-Ruel in seinen neuen Räumen am Boulevard de la Madeleine Einzelausstellungen an. Dadurch entfernten sich die Maler noch weiter von Gruppenausstellungen. Die Erfolge dieser Präsentationen blieben jedoch begrenzt. Ab 1885 nahmen Monet und später auch Renoir an der prestigeträchtigen Exposition internationale des Galeristen Georges Petit teil. 1886 verkaufte Monet dort zwölf Gemälde für insgesamt 15.100 Francs. In dieser Phase kehrten viele Impressionisten zu klassischen Idealen zurück. Renoir erklärte offen, „mit dem Impressionismus abschließen“ zu wollen. Er studierte in Italien Werke von Raffael und Ingres und arbeitete von 1884 bis 1887 an dem Werk Les Grandes Baigneuses. Cézanne, Monet und auch Pissarro widmeten sich verstärkt der Darstellung der menschlichen Figur in der Natur. Diese Rückbesinnung auf das Klassische, das nach Ordnung und Zeitlosigkeit strebt, stand im Spannungsfeld zum impressionistischen Ziel, das Flüchtige und Vergängliche darzustellen.

## Neoimpressionismus

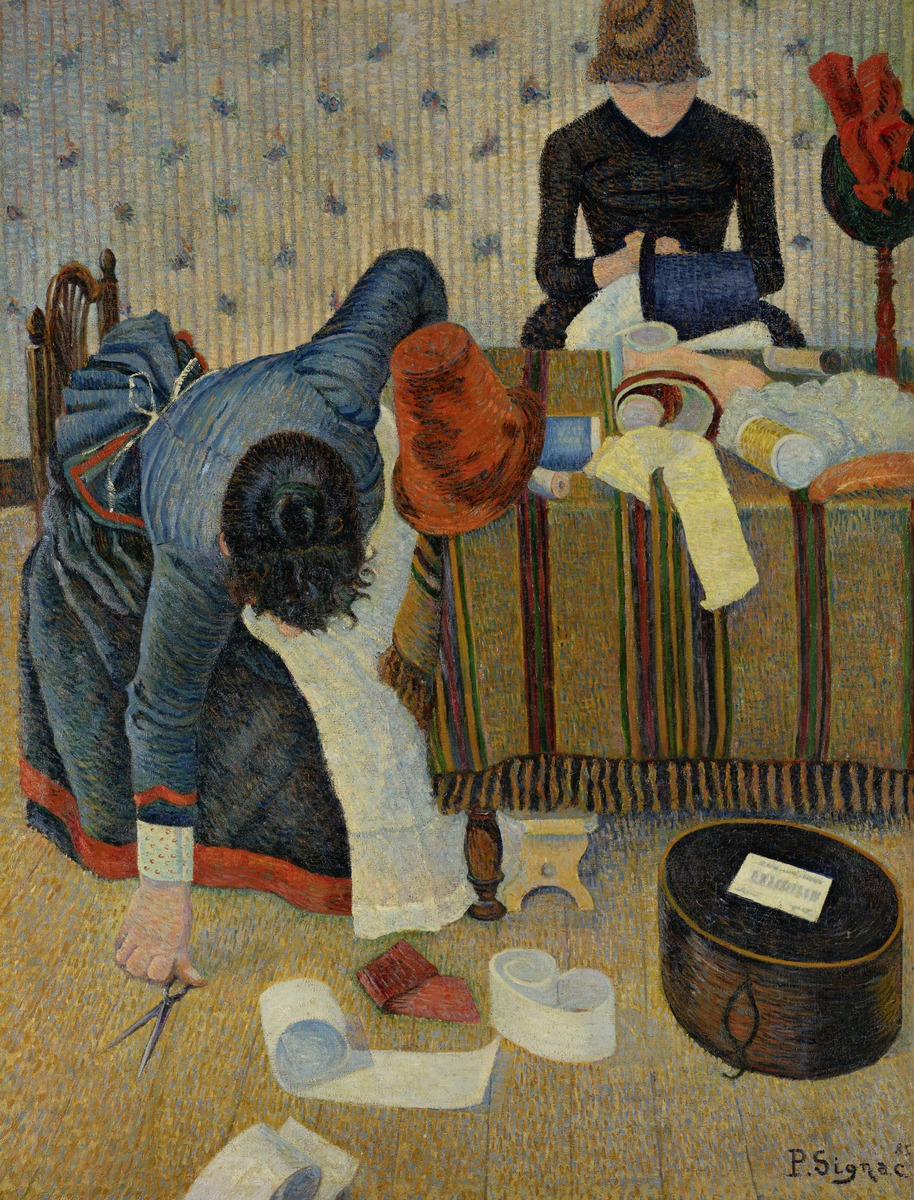
Paul Signac: Les Modistes, entstanden zwischen 1885 und 1886. Stiftung Sammlung E. G. Bührle im Kunsthaus Zürich

Ein neuer Kreis jüngerer Künstler – darunter Georges Seurat, Paul Signac, Charles Angrand und Albert Dubois-Pillet – entwickelte unter dem Einfluss wissenschaftlicher Farbtheorien und optischer Studien den Pointillismus bzw. Divisionismus, der auch als Chromoluminarismus bezeichnet wird. Dabei wurden die Farben nicht auf der Palette gemischt, sondern als reine Farbtupfen nebeneinander gesetzt, um sich erst im Auge des Betrachters zu vermischen. Den Auftakt dieser Methode markierte Seurats Werk Une baignade à Asnières (1884). 1886 übernahm Pissarro, beeinflusst durch seinen Sohn Lucien, ebenfalls den divisionistischen Stil. Dies führte zu Spannungen mit den älteren Impressionisten, da der neue Stil eine bewusste Distanz zur spontanen Malweise der klassischen Impressionisten darstellte.

## Gründung des Salon des Indépendants
Im Jahr 1884 gründeten Seurat, Signac, Henri Edmond Cross, Dubois-Pillet und andere die Société des Artistes Indépendants, da der Pariser Salon weiterhin viele Werke ablehnte. Der erste Salon des Indépendants fand vom 10. Dezember 1884 bis zum 17. Januar 1885 statt – ohne Jury und ohne Preise. Seurat stellte dort das Gemälde Une baignade à Asnières aus. Camille Pissarro lehnte eine Teilnahme zunächst ab, zeigte sich aber solidarisch mit den jüngeren Künstlern.

## Vorbereitung der achten Ausstellung
Vor dem Hintergrund eines stagnierenden Kunstmarktes entstand Ende 1885 der Wunsch nach einer letzten gemeinsamen Ausstellung. Im Dezember schrieb Paul Gauguin an seine Frau, dass man eine neue Gruppenausstellung plane, um wieder Aufmerksamkeit zu gewinnen. Im April 1886 wurde schließlich ein Ausstellungsraum gefunden. Camille Pissarro übernahm die Organisation. Berthe Morisot sicherte die Finanzierung und betätigte sich zugleich als Schlüsselfigur bei der Auswahl der Teilnehmer. Die Beteiligung von Degas war zunächst unklar, denn ohne ihn wollten Morisot und Cassatt nicht ausstellen. Letztlich sagte Degas zu, wodurch die Ausstellung gerettet wurde.

## Teilnehmer
Insgesamt nahmen 18 Künstler teil: Mary Cassatt, Edgar Degas, Jean-Louis Forain, Paul Gauguin, Armand Guillaumin, Berthe Morisot, Camille Pissarro (mit seinem Sohn Lucien), Odilon Redon, Henri Rouart, Émile Schuffenecker, Georges Seurat, Paul Signac, Charles Tillot, Victor Vignon, Federico Zandomeneghi sowie Marie Bracquemond (nicht ihr Mann Félix) und Jacques François (außer Katalog).
Nicht beteiligt waren Monet, Renoir, Sisley, Caillebotte und andere, die sich inzwischen anderen Ausstellungskontexten, wie der Galerie Petit, zugewandt hatten. Konflikte entstanden beim Aufbau de Ausstellung. Ein zentraler Streitpunkt war die Präsentation des großformatigen Werkes Un dimanche après-midi à l’Île de la Grande Jatte von Seurat. Aufgrund von Platzmangel und stilistischen Differenzen kam es zu Auseinandersetzungen, unter anderem zwischen Pissarro und Eugène Manet. Schließlich wurde entschieden, die Werke der Divisionisten – Seurat, Signac und die Pissarros – in einem separaten Raum zu zeigen.

## Fazit
Die  Achte Impressionisten-Ausstellung von 1886 war die letzte ihrer Art. Einerseits dokumentierte sie die Auflösung der alten Gruppe, andererseits den Aufstieg des Neoimpressionismus. Die Ausstellung brachte nicht mehr die geschlossene Einheit der vorherigen Jahre zum Ausdruck, sondern offenbarte eine Zäsur und Übergangsphase zwischen den Generationen. Die Kluft zwischen den klassischen Impressionisten und den jüngeren Neoimpressionisten war nun nicht mehr zu überbrücken – sowohl in stilistischer als auch in organisatorischer Hinsicht.

### Ausstellungskataloge
- 1874: Société Anonyme Des Artistes Peintres, Sculpteurs, Graveurs, etc.  Premiere  Exposition 1874
- 1876: Catalogue de la 2e exposition de peinture
- 1877: Catalogue de la 3e exposition de peinture
- 1879: Catalogue de la 4e exposition de peinture
- 1880: Catalogue de la 5me exposition de peinture
- 1881: Catalogue de la 6me exposition de peinture
- 1882: Catalogue de la 7e exposition des artistes indépendants
- 1886: Catalogue de la 8e exposition de peinture

### Deutschsprachige Literatur
- Jean Selz: DuMont’s kleines Lexikon des Impressionismus. DuMont, Köln 1977, ISBN 3-7701-0860-4.
- Sophie Monneret: L’impressionnisme et son époque. Denoël, Paris 1978.
- John Rewald: Die Geschichte des Impressionismus. DuMont, Köln 1986, ISBN 3-7701-1166-4.
- Hans Körner: Edouard Manet, Dandy, Flaneur, Maler. Fink, München 1996, ISBN 3-7705-2931-6.
- Iris Schaefer, Caroline von Saint-George, Katja Lewerentz: Impressionismus, wie das Licht auf die Leinwand kam. Ausstellungskatalog Wallraf-Richartz-Museum & Fondation Corboud, Köln 2008, ISBN 978-8-861-30611-0.
- Norbert Wolf: Die Kunst des Salons: Malerei im 19. Jahrhundert. Prestel, München 2012, ISBN 978-3-7913-4625-0.
- Felix Krämer (Hrsg.): Monet und die Geburt des Impressionismus. Ausstellungskatalog Städel Museum, Prestel, München 2015, ISBN 978-3-7913-5414-9.

### Französische und englischsprachige Literatur
- Ruth Berson (Hg): The New Painting: Impressionism 1874–1886. Documentation, 2 Bände. Band 1: Reviews, Band 2: Exhibited works. San Francisco, 1996 (eine umfassende Darstellung des Themas ist hier zu finden).
- Achille Segard: Mary Cassatt : un peintre des enfants et des mères, 1913
- Adolphe Tabarant: Manet et ses œuvres, Paris, 1947
- Adolphe Tabarant: Pissarro, Paris, 1924
- Ambroise Vollard: Auguste Renoir, Paris, 1920
- Ambroise Vollard: Degas, Paris, 1924
- Ambroise Vollard: En écoutant Cézanne, Degas, Renoir, Paris, 1938
- Ambroise Vollard: Paul Cézanne, Paris, 1914
- Ambroise Vollard: Souvenirs d’un marchand de tableaux, Paris, Editions Albin-Michel, 1937
- Anne Distel, Anne Dayez, Michel Hoog, Charles S. Moffett: Impressionism, a centenary exhibition. Ausstellungskatalog Metropolitan Museum of Art, New York 1974, ISBN 0-87099-097-7.
- Antonin Proust: Edouard Manet. Souvenirs, Paris, 1913
- Arsène Alexandre: Durand-Ruel. Portrait et histoire d’un marchand, dans Pan, Berlin, novembre 1911
- Berhaut Marie: Caillebotte. Sa vie et son œuvre. Catalogue raisonné des peintures et pastels, 1978
- Camille Mauclair: L'impressionnisme : son histoire, son esthétique, ses maîtres, Paris, 1904
- Camille Mauclair: Trois crises de l'art actuel, Paris, 1906
- Carol Armstrong: Manet Manette. Yale University Press, New Haven 2002, ISBN 0-300-09658-5.
- Caroline Genet-Bondeville – Marianne Delafond: Berthe Morisot ou l’audace raisonnée, Paris, 1997
- Claude Monet: Mon histoire, recueillie par Thiébault-Sisson, Paris, 1998
- Daniel Halévy: Degas parle..., Paris-Genève, 1960
- Daniel Wildenstein: Claude Monet. Biographie et catalogue raisonné, Genève, 1974–1991
- Daniel Wildenstein: Monet ou le Triomphe de l’Impressionnisme, Cologne, 2003
- Denys Rioult: Les Écrivains devant l’impressionnisme : Armand Silvestre, Philippe Burty, Jules-Antoine Castagnary, Ernest Chesneau, Jules Claretie, Stéphane Mallarmé, Félix Fénéon, Paris, 1995
- Diego Martelli: Les impressionnistes et l’art moderne, textes réunis et annotés par Francesca Errico, Paris, 1979
- Edgar Allan Poe: Poèmes, traduction de Stéphane Mallarmé, avec portrait et fleuron par Edouard Manet, Paris, 1888
- Edmond Bazire: Manet, Illustrations d'après les originaux et gravures de Guérard, Paris, 1884
- Edmond Duranty: La nouvelle peinture : à propos du groupe d'artistes qui expose dans les galeries Durand-Ruel, Paris, 1876
- Émile Verhaeren: Sensations, Paris, 1928
- Émile Zola: Éd. Manet : étude biographique et critique, Paris, 1867
- Émile Zola: Exposition des œuvres de Edouard Manet : catalogue, Paris, 1884
- Émile Zola: Pour Manet, Paris, 1989
- Ernest Hoschedé: Brelan de salons, Paris, 1890
- Ernest Hoschedé: Impressions de mon voyage au Salon de 1882, Paris, 1882
- Félix Bracquemond: Du dessin et de la couleur, Paris, 1885
- Félix Fénéon: Les Impressionnistes en 1886, Paris, 1886 Florence Naugretten – Gérard Gengembre – Yvan Leclerc: Impressionnisme et littérature, Mont-Saint-Aignan, 2012
- Francesca Errico (Hrsg.): Diego Martelli, Les impressionnistes et l’art moderne, Paris, 1979
- Gary Tinterow, Henry Loyrette: Origins of Impressionism. Abrams, New York 1994, ISBN 0-8109-6485-6.
- George Moore: Modern Painting, 1893
- Georges Rivière: Le Maître Paul Cezanne, Paris, 1923
- Georges Rivière: Mr. Degas, bourgeois de Paris, Paris, 1935
- Georges Rivière: Renoir et ses amis, Paris, 1921
- Georges Serret – Dominique Fabiani: Armand Guillaumin (1841 - 1927), Catalogue raisonné de l'œuvre peint, Paris, 1971
- George T.M. Shackelford – Hayes Paul Tucker – Mary Anne Stevens: Monet au XXe siècle, Yale, 1998
- Gerard Gengembre – Yvan Leclerc – Florence Naugretten: Impressionnisme et littérature, Mont-Saint-Aignan, 2012
- Godfey Blundel et Maria Blundel: Journal de l’impressionnisme, Genève, 1973
- Gustave Cahen: Eugène Boudin, sa vie et son œuvre, Paris, 1900
- Gustave Cocquiot: Cubistes, futuristes, passéistes, Paris, 1914
- Gustave Geffroy: Claude Monet, sa vie, son temps, son œuvre, Paris, 1923
- Gustave Geffroy: Sisley, Paris, 1923
- Gustave Gachet: Deux Amis des Impressionnistes, le Dr Gachet et Murer, Paris, 1956
- Hélène Adhémar: Chronologie Impressionniste, 1863 – 1905, Paris, 1981
- Hean Leymarie – Michel Mellot: Les Gravures des impressionnistes, Paris, 1971
- Isolde Pludermacher: Eugène Boudin. Lettres à Ferdinand Martin (1861 – 1870), Honfleur, 2011
- James McNeill Whistler: Le Ten o’clock, traduction française de Stéphane Mallarmé, Paris, 1888
- Jean-Aubry G.: Eugène Boudin d'après des documents inédits, Paris, 1922
- Joris-Karl Huysmans: Certains, Paris, 1898
- Joris-Karl Huysmans: Ecrits sur l’art : 1867–1905, Paris, 2006
- Joris-Karl Huysmans: L’Art moderne, Paris, 1902
- Julie Manet: Journal, 1893–1899, 1987
- Juliet Wilson-Bareau: Manet par lui-même, Paris, 1991
- Laurent Manœuvre: Impressionnistes au féminin, Rouen, 2016
- Laurent Manœuvre: Mary Cassatt, Paris, 2018
- Laurent Manœuvre: Petit dictionnaire autobiographique Eugène Boudin, Paris, 2014
- Lionello Venturi: Les archives de l’impressionnisme, Paris, New York, 1939
- Louisine Havemeyer: Sixteen to sixty : memoirs of a collector, New York, 1961
- Marc Elder: À Giverny, chez Claude Monet, Paris, 1924
- Marcel Guérin: J.L. Forain, aquafortiste, Paris, 1912
- Marcel Guérin: L’œuvre gravé de Manet, Paris, 1944
- Marie Berhaut: Caillebotte. Sa vie et son œuvre, Catalogue raisonné, 1978
- Mary Pittaluga – Enrico Piceni: De Nittis, Milan, 1963
- Nancy Mowll Mathews: Cassatt and her circle, New York, 1984
- Nancy Mowll Mathews: Mary Cassatt : a life, 1994
- Octave Mirbeau: Des artistes, Deuxième série, Paris, 1922–1924
- Octave Mirbeau: Des artistes, Première série, Paris, 1922–1924
- Olivier Daulte – Manuel Dupertuis: Stéphane Mallarmé – Berthe Morisot, Correspondance, Paris, 2009
- Paul Cézanne: Correspondance, Paris, 1978
- Paul Duval: Canadian impressionism, Toronto, 1990
- Paul Gauguin: Oviri, écrits d’un sauvage, Paris, 1973
- Paul Valéry: Degas, danse, dessin, Paris, 1965
- Pierre Auguste Renoir: Ecrits, entretiens et lettres sur l’art, Paris, 2002
- Ruth Berson: The New Painting : Impressionism 1874–1886, Documentation, Seattle, 1996
- Stéphane Mallarmé: Autobiographie – Lettre à Verlaine, Paris, 1991
- Stéphane Mallarmé: Pages, avec un frontispice à l'eau forte par Renoir, Paris, 1891
- Stéphane Mallarmé: Vers et prose, Paris, 1893
- Théodore Duret: Histoire de Édouard Manet et de son œuvre, Paris, 1906
- Théodore Duret: Histoire de J. Mc N. Whistler et de son œuvre, Paris, 1904
- Théodore Duret: Histoire des peintres impressionnistes, Paris, 1906
- Théodore Duret: Le Peintre Claude Monet, Paris, 1880
- Théodore Duret: Les peintres impressionnistes, Paris, 1878
- Yvan Leclerc – Gérard Gengembre – Florence Naugretten: Impressionnisme et littérature, Mont-Saint-Aignan, 2012